# MECAR ARP-RFL-40BT 7,62 mm
ARP-RFL-40BT 7,62 mm – belgijski nasadkowy granat przeciwpancerny produkowany przez firmę MECAR SA.
Granat ARP-RFL-40BT 7,62 mm może być miotany przy pomocy dowolnego karabinu kalibru 7,62 mm NATO z urządzeniem wylotowym o średnicy 22 mm. Dzięki zastosowaniu pułapki pociskowej granat może być miotany przy pomocy naboi ostrych. Prędkość początkowa granatu jest równa 70 m/s. Zasięg maksymalny wynosi 300 m, skuteczny 200 m. Granat posiada głowicę kumulacyjna przebijającą pancerz stalowy o grubości do 100 mm lub warstwę betonu o grubości 300 mm. Zapalnik uderzeniowy, uzbrajający się po przeleceniu przez granat 10 m.